# サバット
サバット（Savate＝フランス語で「靴」の意味）は、護身術のひとつ。
ブルボン朝時代にミッシェル・カスーによって体系化され、弟子のシャルルモン・ルクールによってフランスにおいて紳士の護身術として広まった。その後、フランス革命時には革命家たちにも広まった。南フランスでも足技主体の武術である「ショソン」があった。
本来、サバットは離れた間合いにおいて杖（ステッキ）を用いる「ラ・カン」、互いの手足が届く間合いで打撃を繰り出す「ボックス・フランセーズ」、投げや関節技を含む「リュット・パリジェンヌ」を包含する総合格闘技である。
現代ではボックス・フランセーズの試合が主流であり、これを中心に本項でも解説する。

## 概要

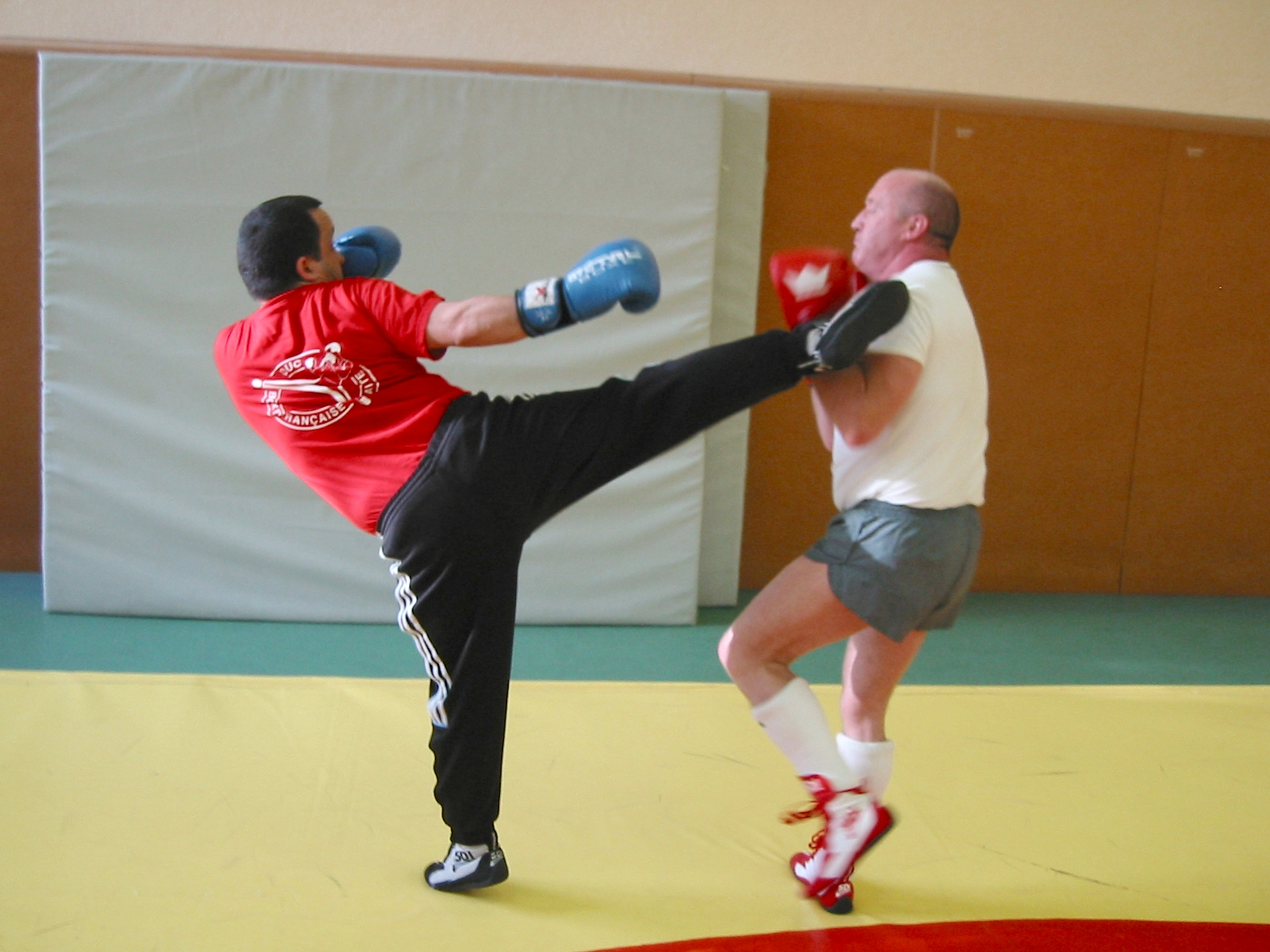
蹴り技の練習

爪先を使った蹴り技が多い。履いているシューズはボクシングシューズのように柔らかいものではなく靴底などがしっかり作られていて固く、実質この靴を武器として用いる。当時のフランスでは靴にナイフを仕込む者が多かったので、キックボクシングのように脛で蹴りを受けるとポイントを取られる。使用されるグローブはボクシング用の物とやや異なり、掌底部分と甲にクッションが入っており、これが攻撃を受ける防具の役目も兼ねている。
現代のボックス・フランセーズでは、膝蹴りと肘打ちが使えず、他の近距離で使える足技も2種類あるが技術的に難しいために、インファイトにおいてはほぼ手技のみで対応することになり、ナックルパート以外での攻撃も禁止なので、接近するとボクシングに近い状態になる。これは、サバットが男性が外出する装い（スーツを着て靴を履き、手にステッキを持った状態）を想定し、密着時には殴り合いより投げ技を優先する護身術であり、手技はボクシングの技を導入したためである。そのため現代の競技化されたサバットでは、フットワークを使い、遠くからキックで間合いを計りつつ牽制しながら相手の出方を探り、タイミングを見計らって、遠い間合いから一気に跳び込んでパンチでとどめを刺す、という戦い方がセオリーとなっている。
本来のサバットは、暴漢が持つ刃物で刺されないようにステッキで牽制し、相手が足が届く間合いに入ってからは蹴りを当て、組み付かれた場合は相手を投げ飛ばすか関節技でダメージを与え、隙があれば逃げるという戦略だった。
キックボクシングの場合、ローキックを打つ時には軸足を返さないので近距離でしか打てないが、サバットの場合、ローキックを打つ時でも軸足を返すので、キックボクシングのローキックよりも遠くの相手に当てることが可能となる。またキックボクシングやムエタイでは蹴りは基本的に脛を当てるものであるため、爪先の蹴りも使うサバットのキックは脛の蹴りよりも遠くに届く。蹴りで主体となるのは「シャッセ」というサイドキックである。

## 歴史

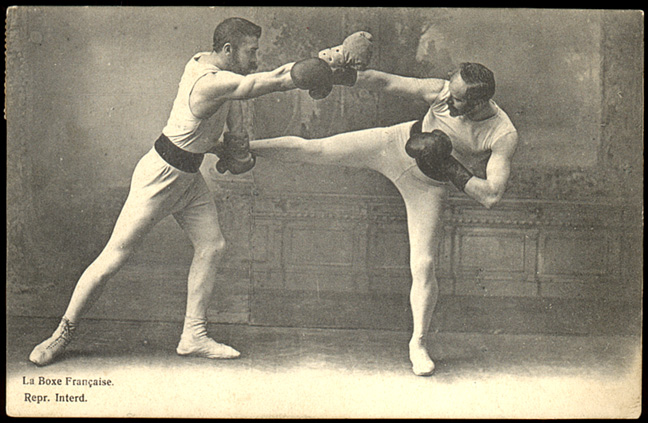
ボックス・フランセーズの練習（1900年）

サバットの原型は、18世紀のパリにいた不良がストリートファイトで使う技術である。それをミッシェル・カスーが「サバット」として体系化しパリでジムを開設した。カスーの門下生のシャルルモン・ルクールは普及のためサバットを単なる喧嘩術ではなく、紳士の護身術として売り出すため、持っていることの多いステッキを利用した杖術「ラ・カン」を取り込んだ。またサバットの試合で着用するコスチュームはルクールの弟のアンリが宣伝効果を狙って考案したものである。ルクール兄弟の狙いは的中し、サバットは実用性のある護身術として普及していった。
1800年代から英国式ボクシングの手技を導入したことや公式ルールの制定により、護身術から競技へと移り変わっていった。
1985年3月23日に、パリにて11カ国による国際サバット連盟が設立された。ラ・カンを統括するカンヌ・ド・コンバットも合流している。

### 他の格闘技との違い

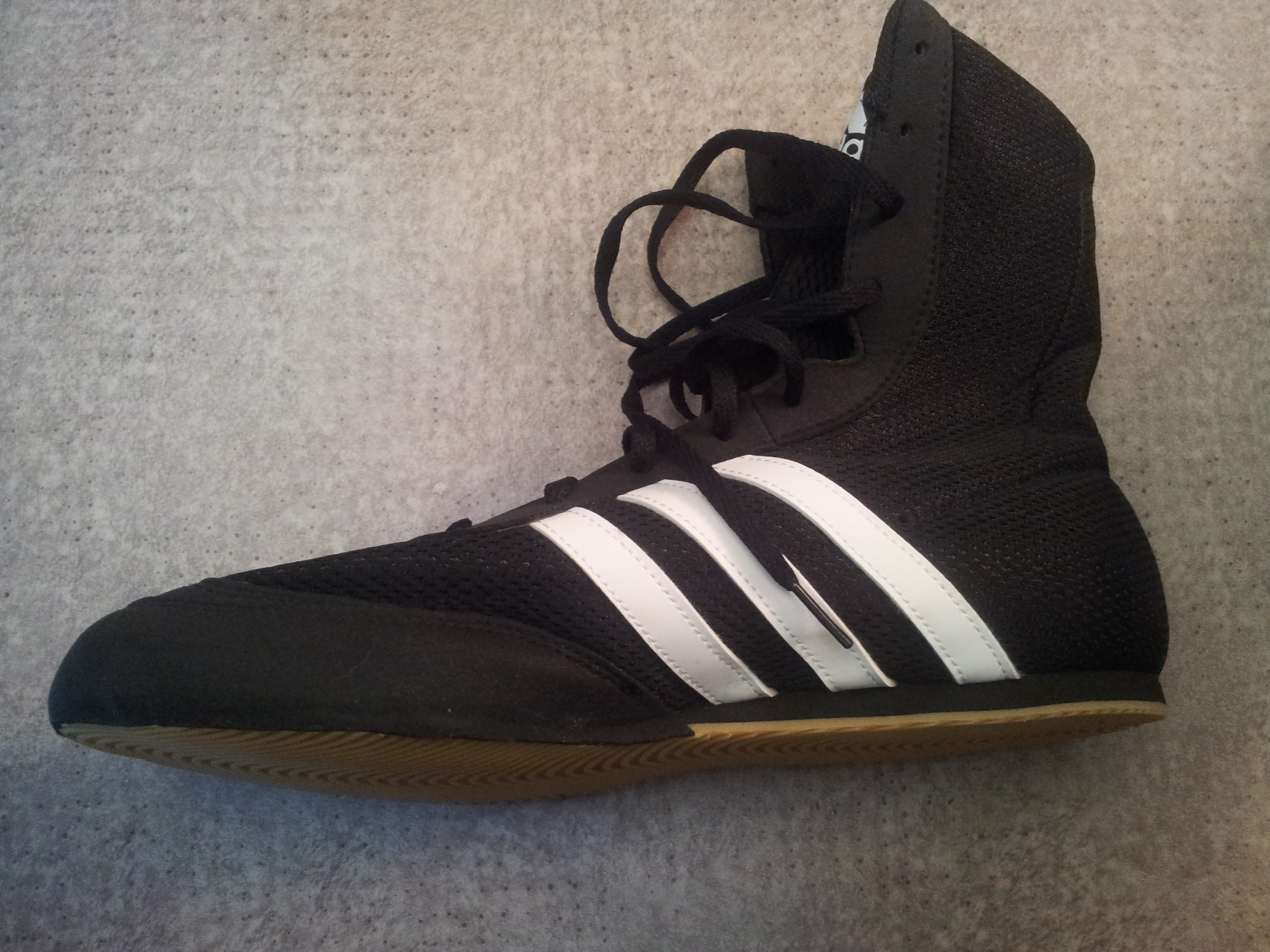
サバット用シューズ

サバットと似ている格闘技にキックボクシングやムエタイがあるが、膝、肘の攻撃、ナックルパート以外の腕での攻撃（バックブローなど）、靴以外での足の攻撃（脛の部分で蹴るなど）、踵落としが禁止されているなど、そのルールにはかなりの差異が存在する。
靴が武器であるサバットでは蹴りを脛で受けない。キックボクシングやムエタイでは蹴りは脛を当てるが、サバットでは靴の爪先を当てる。また、サバットは膝蹴りが禁止されている。逆に他の格闘技では禁止されることが多い関節部分への打撃は有効である。
前述の通り、本来はステッキを併用する総合武術である。
兄弟武術として、バレエのバーレッスンのように手摺に捕まりながら蹴りを放つ「ショソン」がある。これはマルセイユの海賊たちが揺れる船上で戦うために編み出した格闘術である。

## 試合形式

### ボックス・フランセーズ
現在の競技会ではボックス・フランセーズだけで行われるため、サバットを教えるジムもボックス・フランセーズに絞っていることが多い。
現代では「コンバ」と呼ばれるフルコンタクト形式。「アソー」と呼ばれる技術とスピードを重視してポイントで判定するライトコンタクトに分かれている。また技量によりクラス分けを行っている。
ジェラルド・ゴルドーやアーネスト・ホーストがサバットのチャンピオンである。
日本でもボックス・フランセーズ形式の大会が開かれている。

### カンヌ・ド・コンバット

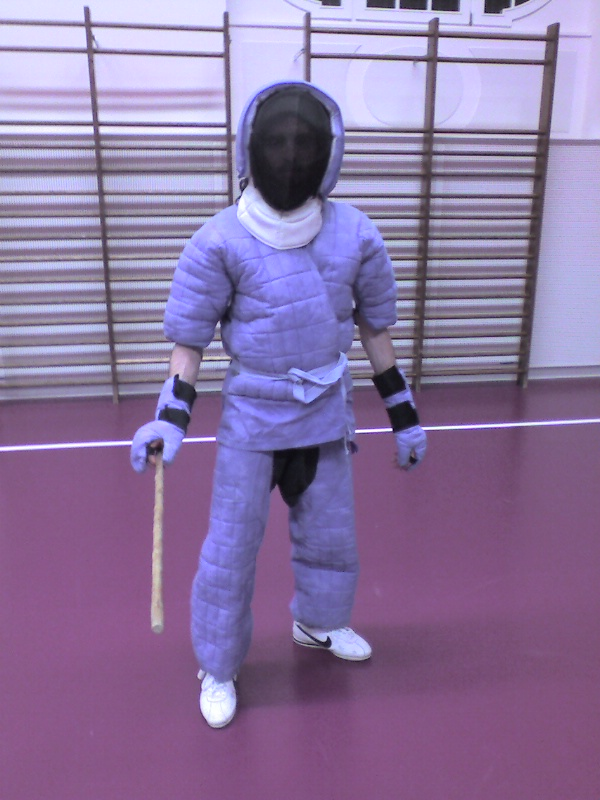
カンヌ・ド・コンバットの装備

スイス人のピエール・ヴィニーが創設したステッキや傘を使った護身用の杖術「ラ・カン」を元にしている。
現在では独立した競技「カンヌ・ド・コンバット」となっている。
基本は95cmほの杖を1本持ちフェンシングのように片手で持って突くか、払うように打ってポイントを取る形式である。手足を使った打撃は禁止されている。二刀流部門もある。フェンシングのように有効部位が決まっている。
クォータースタッフを使う部門もあり、こちらも二刀流部門がある。
バトンを両手に持つ
公式試合では安全のため、フェンシング用のマスクに加え、柔道着にクッションが入ったような分厚い服を着る。
熟練度により5階級に分かれている。

### リュット・パリジェンヌ
リュット・パリジェンヌは危険な関節技や投げ技が多く、独立した競技にはならなかった。

### 演武
2人組で演武を行う「ディオ」も存在するが大会などはなく、ボックス・フランセーズの大会で余興として披露されるのが主である。
「ラ・カン」の演武も存在し、 カンヌ・ド・コンバットの大会で披露される。

## 派生

### サバット・ディファンス
現代のサバットは試合用に特化されつつあるため、近年では本来の姿である護身術としてのサバットを「サバット・ディファンス」として再度体系化する動きがある。

### サバット・フォルム
格闘技としてではなくフィットネスとしてサバットを利用する動きもある。これはボクササイズのように組み手を行わず型（フォルム）を繰り返すスタイルである。

## サバットが登場する作品

### 小説
- アルセーヌ・ルパンシリーズ（1905年-） - アルセーヌ・ルパンは体育教師である父親からサバットを伝授されたという設定であるが、ボクシングと訳されていることもある。

### アニメ・漫画
- 空手バカ一代（1971年） - 第40話「サファーデと一騎討ち!」でサファーデの達人であるボーモンと対決する。
- ラ・セーヌの星（1975年） - 第21話「国境に燃えたサファーデ」でサファーデの達人であるアルビーが登場し、蹴り技を見せる。
- めだかボックス（2009年）　- 第34箱「君の命は殺せない」ではじめて人吉善吉が母親仕込みのサバットを披露する。
- サキュバス＆ヒットマン （2020年）- 鉄騎奏女が格闘の主体として使用。

### 映画・ドラマ
- ルパン（2004年）- 少年時代のアルセーヌ・ルパンが、父から手ほどきを受け、体術やステッキ術を見せる。殺陣の指導は現役トレーナーが担当している。

- キャプテン・アメリカ/ウィンター・ソルジャー - 劇中では説明されないが、冒頭シーンにてスティーヴと一騎討ちを演じる海賊の首領ジョルジュ・バトロックはサバットの使い手である。

### ゲーム
- 鉄拳7（2015年） - キャラクターのひとりであるカタリーナ・アウヴェスがサバットの使い手である。